# 2-Амино-3-метилпиридин
2-Амино-3-метилпиридин — органическое вещество, принадлежащее к классу пиридинов. Используется в органическом синтезе в качестве вспомогательного реагента, обеспечивающего хелатирование катализатора в различных процессах C–H- и C–C-активации.

## Химические свойства

### Гидроацилирование алкенов
В присутствии родиевого катализатора алкены реагируют с альдегидами, давая продукты гидроацилирования. В этом процессе 2-амино-3-метилпиридин участвует как органический катализатор, образуя с исходным альдегидом имин и тем самым способствуя координации родиевого катализатора и образованию целевого кетона. В отсутствие 2-амино-3-метилпиридина кетон не образуется, а реакция протекает по пути декарбонилирования.
Роль 2-амино-3-метилпиридина описывается следующей схемой:
Аналогичная реакция существует также для алкинов. С помощью той же каталитической системы удаётся эффективно синтезировать разветвлённые α,β-ненасыщенные кетоны из ароматических альдегидов и алкинов.

### Гидроиминоацилирование алкенов
Похожую реакцию можно провести не с альдегидами, а с их азотистыми аналогами — иминами. Роль 2-амино-3-метилпиридина здесь заключается в том, что он переиминирует исходный имин, образуя более реакционноспособный субстрат. Позже, когда произошла реакция с алкеном, происходит обратное переиминирование и получается искомый продукт.

### C–C-активация в кетонах
2-Амино-3-метилпиридин выполняет функцию хелатирующего реагента в обмене алкильной группы у бензилацетонов, имеющих атомы водорода в β-положении. В этой реакции к бензилацетону добавляют избыток терминального алкена в присутствии родиевого катализатора.

## См.также
- Органический синтез
- Пиридин